# Organismo multicelular
Na biologia, chama-se multicelular ou pluricelular, um organismo formado por mais do que uma célula. São seres constituídos por diversas células com diferentes funções e que tem diferenciação entre elas, fazendo assim com que seja capaz de formar tecidos.
Animais e plantas são exemplos de pluricelulares. E algas e fungos são exemplos de multicelulares.

## Evolução
Os primeiros organismos que existiram eram unicelulares. O modo como estes se tornaram multicelulares é um grande passo evolutivo e existe consequentemente um grande debate sobre isso. Ao contrário de outros grandes passos na evolução, julga-se que a multicelularidade terá surgido várias vezes independentemente umas das outras - plantas, animais e fungos tiveram vias evolutivas independentes, e vários outros clados evoluíram multicelularidade.

## Origem
Há indícios de multicelularidade que remontam a 3 bilhões de anos, quando impressões do que parecem ser esteiras de micróbios aparecem no registro fóssil. Alguns argumentaram que fósseis de 2 bilhões de anos, em formato de bobina, do que pode ser alga verde-azulada ou alga verde - encontrados nos Estados Unidos e na Ásia e chamados de Grypania spiralis - ou filamentos microscópicos de 2,5 bilhões de anos registrados na África do Sul representam a primeira evidência verdadeira da vida multicelular.